# Quatrevingt-treize
Pour les articles homonymes, voir 93 (homonymie).
Quatrevingt-treize — selon la graphie voulue par l'auteur — est le dernier roman de Victor Hugo, dont l'action se déroule vers 1793.
Paru en 1874, il a pour toile de fond les plus terribles années de la Révolution française : la Terreur. À l'origine, ce roman devait constituer le dernier volume d'une trilogie romanesque consacrée à la Révolution française, dont L'Homme qui rit constituerait le premier volume, mais Victor Hugo n'a pas mené ce projet jusqu'à son terme (le deuxième tome sur la monarchie n'ayant jamais été rédigé). Quatrevingt-treize est l'occasion pour Hugo d'exposer les fruits de sa longue réflexion sur la Révolution française et sa légitimité tout en faisant implicitement référence à la Commune.

## Présentation

### Genèse et réception

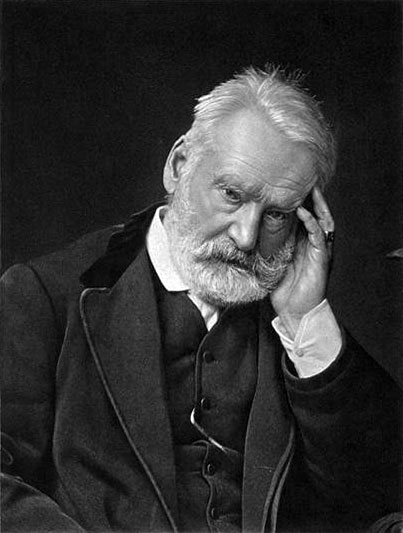
Victor Hugo vers 1875.

Le 21 novembre 1872, dans sa maison de Guernesey, Victor Hugo se lance dans ce qu’il appelle son « travail de dernière incubation » et entame l’écriture proprement dite du roman le 16 décembre pour la poursuivre jusqu'au 9 juin 1873. Toutefois, Hugo avait déjà formé le projet de son futur roman dès 1862, après la publication des Misérables. L'ouvrage est néanmoins resté à l'état de projet pendant dix ans, Hugo se consacrant à la rédaction d'autres romans comme Les Travailleurs de la mer (1866) ou L'Homme qui rit (1869). Hugo entreprend la même année un important travail de documentation historique. Il achève le travail de révision entre le mois de juin et le mois de juillet 1873. En octobre, il corrige les épreuves et le livre est publié, chez Michel Lévy, le 19 février 1874 sous le titre Quatrevingt-treize. Premier récit : La guerre civile.
L'ouvrage connaît un succès immédiat : huit mille exemplaires sont vendus dès les douze premiers jours ; l'édition in-octavo (édition « de luxe »), pour laquelle il reçoit en mars, la somme considérable de 42 000 francs, est épuisée dès la fin du mois de juin 1874 ; 200 000 exemplaires avaient déjà été tirés en 1876 avant une nouvelle édition (populaire et largement illustrée) chez Eugène Hugues.

### Résumé

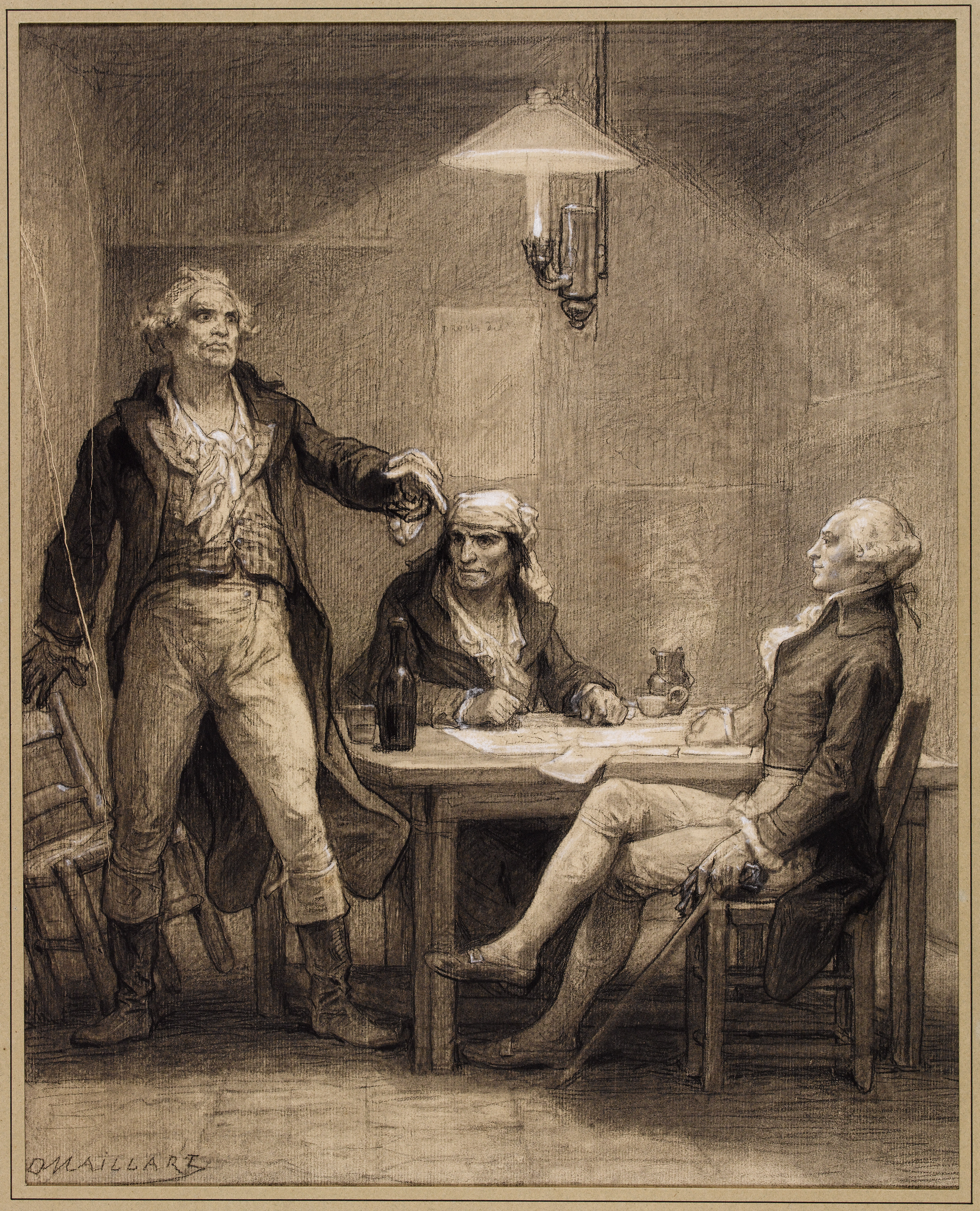
Danton, Marat et Robespierre réunis au cabaret de la rue du Paon. Dessin de Diogène Maillart, musée Carnavalet, 1876.

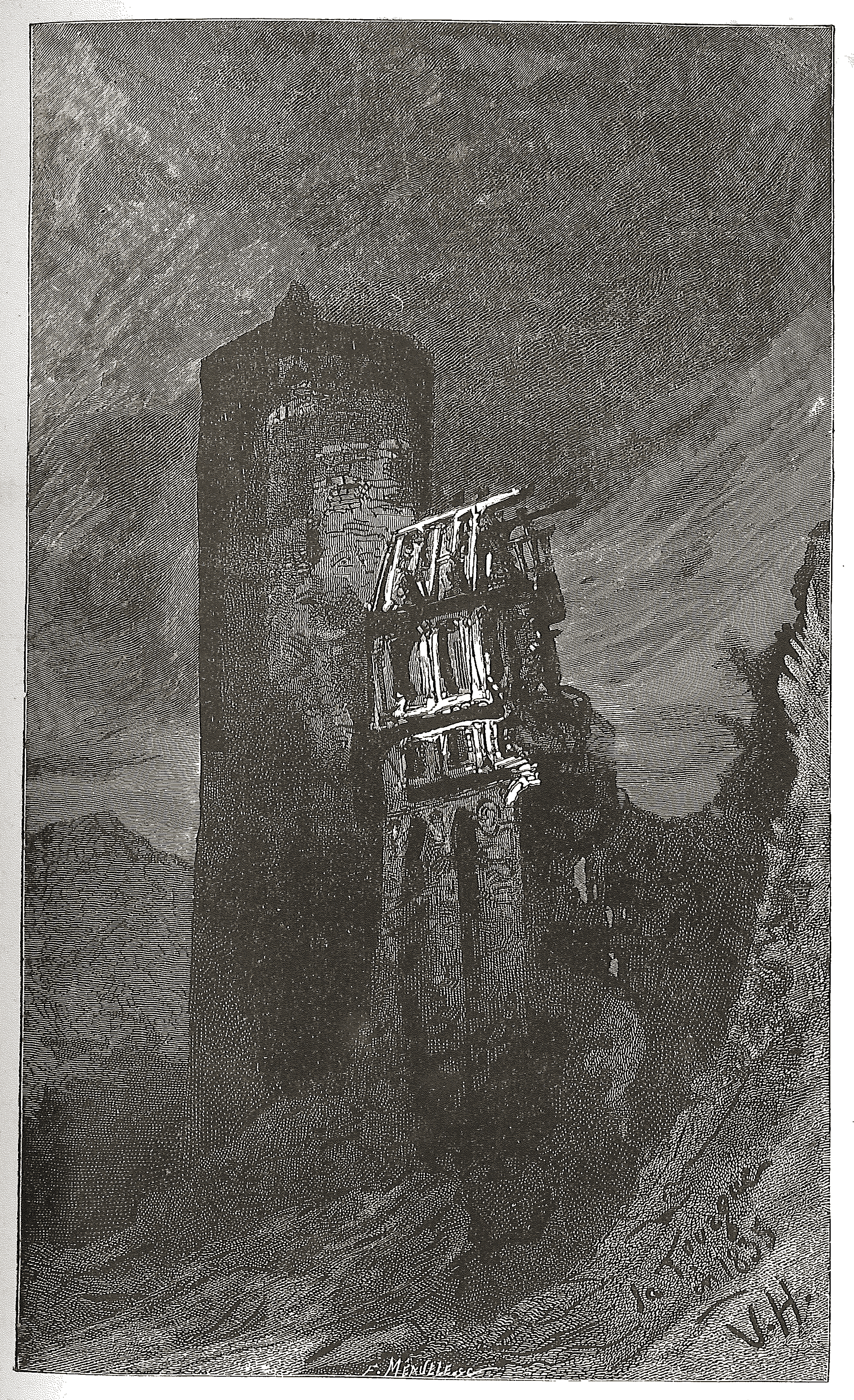
La Tourgue, château de famille des Lantenac près de Parigné, par Fortuné Méaulle, d'après un dessin de Hugo.

L'histoire débute dans la Manche : une corvette de la Royal Navy, mise à la disposition des émigrés royalistes français, transporte le marquis de Lantenac qui doit soulever la Bretagne contre la République et prendre la tête de la révolte contre-révolutionnaire de Vendée. Par temps orageux, une lourde caronade (canon) mal attachée se détache, roule dans la batterie, endommage gravement la coque et l'artillerie. Le canonnier, aidé par Lantenac, arrête le canon et sauve le navire de justesse. Lantenac décore l'homme pour son exploit et le fait aussitôt fusiller pour sa faute. La corvette est alors encerclée et coulée par une escadre de la marine républicaine. Lantenac s'échappe en canot grâce au frère du canonnier, nommé Halmalo, qui veut d'abord le tuer pour venger son frère mais qui finalement décide de revenir sur sa vengeance devant les arguments et la grandeur d'âme de Lantenac. Le matelot passe adroitement entre les récifs et Lantenac le charge de porter l'ordre d'insurrection aux chefs des paysans. Halmalo lui révèle l'existence d'un passage secret dans un château, la Tourgue, qui appartient à la famille de Lantenac : mais ce dernier n'y voit qu'une légende.
Le marquis, sauvé de la capture par l'ermite Tellmarch, est traqué par les révolutionnaires. Il prend le commandement des paysans royalistes et se montre un chef de guerre impitoyable : il fait massacrer les soldats républicains capturés sans épargner deux femmes, une vivandière et une paysanne chassée par les combats, qui accompagnaient le détachement. Les trois petits enfants de cette dernière sont emmenés comme otages par les paysans.
La dureté de Lantenac s'oppose à l'esprit humanitaire de son adversaire qui n'est autre que son petit-neveu, le ci-devant vicomte Gauvain, devenu un républicain idéaliste, qui pardonne aux prisonniers. Mais Gauvain est étroitement surveillé par son ancien précepteur, le représentant en mission Cimourdain, mandaté par le Comité de salut public et qui a juré de se montrer inflexible pour les contre-révolutionnaires ou ceux qui chercheraient à les sauver.
La troupe de Lantenac est finalement encerclée et assiégée dans la Tourgue qui prend feu. Par une série de rebondissements, Gauvain veut faire venir une échelle pour escalader le donjon et délivrer les enfants mais c'est une guillotine mandatée par Cimourdain qui arrive de la ville. Lantenac va s'échapper par le passage secret quand il entend les lamentations de la mère des trois enfants qui supplie qu'on les sauve. Cédant à un sursaut d'humanité, Lantenac revient sur ses pas et délivre les enfants, se laissant capturer par les républicains. Condamné à mort, il est sauvé par Gauvain qui le fait évader de la cellule. Le lendemain matin, Gauvain est condamné à son tour pour avoir sauvé un ennemi du peuple.
On assiste à la confrontation de deux modèles, de deux visions de l'Histoire, de deux systèmes de Valeurs. Le marquis de Lantenac incarne l'Ancien Régime, celui de la Tradition et de l'absolutisme monarchique et clérical, tandis que son petit-neveu incarne le modernisme et l'idéalisme révolutionnaire et républicain. Un troisième personnage plane sur ce livre et éclipse ces deux protagonistes par le caractère fouillé qu'en donne Hugo, il en est le personnage principal, il s'agit de Cimourdain, l'envoyé du comité central révolutionnaire, ancien prêtre qui fut appointé par Lantenac pour être le précepteur de Gauvain à qui il a transmis son idéal républicain. Mais autant Gauvain illustre la République dans sa magnanimité, sa fraternité, autant Cimourdain est la face noire, inflexible de la Révolution, pour reprendre une expression de Hugo « la ligne droite qui ne connaît pas la courbe », ce qui signifie qu'il ne veut pas connaître l'humain, ses sentiments ; il poursuit un idéal de justice impitoyable.
Deux parties du texte attirent particulièrement l'attention. La première narre une spectaculaire rencontre (imaginaire) entre trois grandes figures de la Révolution française, Marat, Danton et Robespierre. La seconde décrit en détail une séance de l'assemblée de la Convention.

## Analyse et commentaire
Quatrevingt-treize met en évidence la violence de la guerre civile et montre l'opposition entre les bleus, révolutionnaires, et les blancs, monarchistes. Hugo, dans ce roman, exprime son propre déchirement entre l'héritage de son père, militaire républicain, et sa mère, « Vendéenne » royaliste, mais aussi le traumatisme plus récent de la Commune de Paris et de sa répression. La France de 1793, confrontée à la fois à l'invasion étrangère (comme pendant la toute récente guerre franco-allemande) et à la guerre intérieure, ne peut sauver son œuvre d'avenir que par la Terreur. Opposé à la peine de mort, Hugo présente comme une sombre fatalité l'arrivée de la guillotine.
Bien que profondément républicain, Hugo expose avec une égale rigueur les crimes des deux camps (le paysan breton « parlant une langue morte, ce qui est faire habiter une tombe à sa pensée »). Une note personnelle de l'écrivain, datant de 1854, précise d'ailleurs la nature de son ambition : « Moi, si je faisais l'histoire de la Révolution (et je la ferai), je dirais tous les crimes des révolutionnaires, seulement je dirais quels sont les vrais coupables, ce sont les crimes de la monarchie ».
Dans la préface d'une édition américaine, la romancière Ayn Rand, qui a beaucoup été influencée par Hugo, considère que le sujet de Quatrevingt-treize n'est pas la Révolution française, mais la loyauté de l'homme envers des valeurs. Elle estime par ailleurs que ce roman constitue une excellente introduction au travail de Victor Hugo, car il concentre tout ce qui est singulièrement hugolien, dans l'histoire, le style et l'esprit.

## De Balzac à Hugo
La lecture de Quatrevingt-treize et le sujet de la Vendée en armes ont amené les universitaires à faire un parallèle entre les écrits de Balzac et ceux de Hugo sur le même sujet : la Chouannerie. Et à s'interroger sur le silence de Hugo à propos de son prédécesseur auquel il avait rendu un hommage vibrant lors de son éloge funèbre.
« À part Jules Barbey d'Aurevilly que tout ou presque sépare de Hugo (...) on voit mal comment les romans pouvaient offrir à Hugo un modèle ou une inspiration quelconque. Seuls Les Chouans d'Honoré de Balzac apparaissent comme un intertexte littéraire valable et même probable de Quatrevingt-treize ». L'incipit du roman de Hugo est d'ailleurs très similaire, si ce n'est identique, à celui de Balzac.
Pourtant, « malgré l'importance littéraire du livre de Balzac et le fait que Hugo ne pouvait ni ignorer son existence, ni son contenu, les Chouans n'apparaissent à aucun moment dans ce qu'il est convenu d'appeler “l'archive” de Quatrevingt-treize ».

## Influences
Simon Sebag Montefiore dans son ouvrage Le Jeune Staline, affirme que celui-ci, quand il était encore séminariste à Tiflis aurait lu Quatrevingt-treize dans sa version traduite en russe, éprouvant beaucoup d'admiration pour le personnage de Cimourdain le révolutionnaire inflexible.

## Éditions
- Quatrevingt-treize, Michel Lévy frères, 1874, 3 volumes.
- Quatrevingt-treize, préface de Jacques Body, Garnier-Flammarion, 1965.
- Quatrevingt-treize, préface d'Yves Gohin, Folio, 1979.
- Quatrevingt-treize, Pocket, 1992, 607 p. (ISBN 2266083066).
- Quatrevingt-treize, édition de Bernard Leuilliot, Le Livre de poche (classique), 2001.
- Quatrevingt-treize, édition de Judith Wulf, Garnier-Flammarion, 2002.

## Adaptations audiovisuelles
- 1921 : Quatre-vingt-treize, film français d'André Antoine, Albert Capellani et Léonard Antoine.
- 1962 : Quatrevingt-treize, téléfilm français d'Alain Boudet.